# 정보과학 (잡지)
《정보과학》은 조선민주주의인민공화국의 잡지이다.

## 설명
이 잡지는 2006년 5월에 창간되었으며, 백과사전출판사에서 발행한다.
이 잡지의 내용은 컴퓨터프로그램을 개발하기 위해 어떻게 하는 지 설명하는 논문과 컴퓨터성능에 관한 글들이 실려 있다.
이 잡지는 계간지이며, 한국어로 발간하고 있다. 표지는 노란색으로 꽉 채워져 있으며 초록색의 붓글씨체로 잡지 이름이 적혀져 있다.
중앙과학기술통보사에서 운영하는 인트라넷 웹사이트 "광명망"을 통해, 이제 이 잡지의 내용을 PDF파일로 볼 수 있다.